# Форнуш-де-Масейра-Дан
Форнуш-де-Масейра-Дан (порт. Fornos de Maceira Dão)  —  район (фрегезия) в Португалии,  входит в округ Визеу. Является составной частью муниципалитета  Мангуалди. Находится в составе крупной городской агломерации Большое Визеу. По старому административному делению входил в провинцию Бейра-Алта. Входит в экономико-статистический  субрегион Дан-Лафойнш, который входит в Центральный регион. Население составляет 1459 человек на 2011 год. Занимает площадь 16,20 км².